# Wojciech Łysiak
Wojciech Łysiak (ur. 1959, zm. 6 sierpnia 2021) – polski historyk, specjalizujący się w stosunkach międzynarodowych, etnologii, etnografii, folklorystyce oraz antropologii kultury; nauczyciel akademicki związany z uczelniami w Poznaniu, Słupsku, Lublinie, Olsztynie i Rzeszowie.

## Życiorys
Urodził się w 1959 roku. Po ukończeniu kolejno szkoły podstawowej i średniej oraz pomyślnie zdanym egzaminie maturalnym podjął studia na kierunku historia na Uniwersytecie Adama Mickiewicza w Poznaniu, które ukończył magisterium w 1983 roku. Następnie kontynuował dalsze kształcenie się w ramach studiów doktoranckich. Ponadto pracował jako asystent na swojej macierzystej uczelni w Instytucie Historii. W 1987 roku uzyskał stopień naukowy doktora nauk humanistycznych w zakresie etnologii o specjalności folklorystyka na podstawie pracy pt. Wielkopolskie podanie wierzeniowe przełomu XIX i XX wieku, napisanej pod kierunkiem prof. Józefa Burszty. Wraz z nowym stopniem awansował na stanowisko adiunkta. Już w 1990 roku Rada Wydziału Historycznego Uniwersytetu im. Adama Mickiewicza w Poznaniu nadała mu stopień naukowy doktora habilitowanego nauk humanistycznych w zakresie historii o specjalności folklorystyka na podstawie rozprawy nt. Ludowa wizja przeszłości. Historyzm folkloru Wielkopolski. Wkrótce potem został profesorem nadzwyczajnym w Instytucie Etnologii i Antropologii Kulturowej UAM.
Poza poznańską uczelnią pracował także w Instytucie Historii na Wydziale Filologiczno-Historycznym Akademii Pomorskiej w Słupsku oraz Instytucie Historii i Stosunków Międzynarodowych na Wydziale Humanistycznym Uniwersytetu Warmińsko-Mazurskiego w Olsztynie. Na początku XXI wieku przeniósł się do Tomaszowa Lubelskiego, obejmując tam kierownictwo Katedry Międzynarodowych Stosunków Kulturalnych i Badań Etnicznych na Wydziale Zamiejscowym Nauk Prawnych i Ekonomicznych Katolickiego Uniwersytetu Lubelskiego Jana Pawła II. Był pracownikiem naukowym w Zakładzie Kulturoznawstwa w Instytucie Historii Uniwersytetu Rzeszowskiego.

## Dorobek naukowy
Jego zainteresowania naukowe koncentrowały się wokół zagadnień na pograniczu historii i etnologii, głównie ze stosunkami międzynarodowymi, etnologią, etnografią, folklorystyką oraz antropologią kultury. Do jego najważniejszych prac należą:
- Góra duchów. Zbiór dawnej prozy ludowej znad dolnej Warty i Obry, Gorzów Wielkopolski 1989.
- Ludowa wizja przeszłości. Historyzm folkloru Wielkopolski, Poznań 1992.
- Mnisia Góra. Podania i bajki warciańsko-noteckiego międzyrzecza, Międzychód 1992.
- Dawny humor ludowy Pomorza Zachodniego, Międzychód 1993.
- Grody, zamki, kościoły. Legendy i podania z Pomorza Zachodniego, Międzychód 1995.
- Wielka kontestacja. Folklor polityczny w PRL, Poznań 1998.